# 2003년 선댄스 영화제
제19회 선댄스 영화제는 2003년 1월 16일에 열린 시상식이다.

## 수상 및 후보

### 심사위원대상(미국 드라마)
- 아메리칸 스플렌더 - 샤리 스프링어 버먼, 로버트 풀치니 수상
- 올 더 리얼 걸스 - 데이빗 고든 그린
- 캠프 - 토드 그라프
- 러브 인 카지노 - 웨인 크라머
- 다이 모미 다이 - 마크 루커
- 도파민 - Mark Decena
- 머지 보이 - 마이클 버크
- 파티 몬스터 - 펜튼 베일리 외 1인
- 에이프릴의 특별한 만찬 - 피터 헤지스
- Rhythm of the Saints - Sarah Rogacki
- 스테이션 에이전트 - 토마스 맥카시
- 스트리트 오브 레전드 - 조이 커티스
- The Technical Writer - Scott Saunders
- 써틴 - 캐서린 하드윅
- 유나이티드 스테이츠 오브 리랜드 - 매튜 라이언 호지
- 왓 앨리스 파운드 - A. 딘 벨

### 심사위원대상(미국 다큐멘터리)
- 프리드먼가 사람들 포착하기 - 앤드류 재러키 수상
- The American Experience - 스탠리 넬슨
- The American Experience - Chana Gazit 외 1인
- 이방인 형제: 바야드 러스틴의 생애 - 낸시 D. 케이츠 외 1인
- Bukowski: Born into This - John Dullaghan
- 서틴 카인드 오브 데스 - Blue Hadaegh 외 1인
- A Decade Under the Influence - 리처드 라그라브네스
- The Education of Gore Vidal - Deborah Dickson
- 내 살과 피 - 조나단 카쉬
- 로버트 카파 - 앤 메이크피스
- The Same River Twice - Robb Moss
- State of Denial - Elaine Epstein
- 스티비 - 스티브 제임스
- Tom Dowd & the Language of Music - Mark Moormann
- 웨더 언더그라운드 - 샘 그린 외 1인
- 왓 아이 원트 마이 워즈 투 두 투 유 - 매들린 개빈

### 각본상(미국 드라마)
- 스테이션 에이전트 - 토마스 맥카시 수상

### 심사위원특별상(미국 드라마)
- 올 더 리얼 걸스 - 데이빗 고든 그린 수상
- 다이 모미 다이 - 찰스 버쉬 수상
- 스테이션 에이전트 - 패트리시아 클락슨 수상
- 왓 앨리스 파운드 - A. 딘 벨 수상

### 심사위원특별상(미국 다큐멘터리)
- 아메리칸 익스피어런스 - 머더 오브 에멧 틸 - 스탠리 넬슨 수상
- 서틴 카인드 오브 데스 - Blue Hadaegh, Grover Babcock 수상

### 심사위원특별상-앙상블연기
- 터미널 바 - 스테판 나들만 수상

### 관객상 - 단편
- 스테이션 에이전트 - 토마스 맥카시 수상
- 웨일 라이더 - 니키 카로 수상
- 내 살과 피 - 조나단 카쉬 수상

### 알프레드 P. 슬로안 상
- 도파민 - Mark Decena 수상

### 감독상
- 써틴 - 캐서린 하뒥 수상
- 내 살과 피 - 조나단 카쉬 수상

### 촬영상
- 스트리트 오브 레전드 - 데릭 시엔프랜스 수상
- 스티비 - 피터 길버트 수상

### 표현의자유상
- 왓 아이 원트 마이 워즈 투 두 투 유 - Judith Katz 수상

### 단편영화특별언급
- 행성 - Francesca Talenti 수상
- 어사이럼 - 샌디 맥로드 수상
- 지진 - James Brett 수상
- 피트 & 스타 - 빈스 디 메글리오 수상
- 프릭 - 아리스토미니스 처바스 수상
- 104층으로부터 - Serguei Bassine 수상
- 의안제조자 - 밴스 말론 수상
- 팬 위드 어스 - 데이빗 루소 수상

### 온라인페스티벌뷰어상
- 원 - 스튜어트 헨들러 수상
- 브로큰 세인츠 - Brooke Burgess 수상